# Nimbus Office
Nimbus Office – wieżowiec znajdujący się w warszawskiej dzielnicy Ochota, przy Al.Jerozolimskich 98. Jest fragmentem kompleksu biurowego Equator Office.

## Budowa
Budowa wieżowca Nimbus Office była III etapem inwestycji Equator Office, w którego skład wchodziły wcześniej wybudowane: Equator I (inna nazwa: Equator Office Building i Equator II (inne nazwy: Zenith, Biurowiec Zenith). Firma Immofinanz Group, która jest inwestorem kompleksu wybudowała czwarty, ostatni budynek Equator IV (inna nazwa: Cirrus). 
3 października 2008 wydano decyzję o pozwoleniu na budowę, budowa rozpoczęła się pod koniec 2012 roku, natomiast 16 maja 2013 miała miejsce uroczystość wmurowania kamienia węgielnego. W 3 podziemnych kondygnacjach znajdują się miejsca parkingowe dla samochodów. Koszt budowy wyniósł około 27 mln euro.
Budynek ma 65 metrów wysokości i w większości przeznaczony jest na biura. 